# Trigonia
Trigonia is een geslacht van tweekleppige weekdieren in de familie Trigoniidae, dat fossiel bekend is vanaf het Jura. Het fossiele bereik van het geslacht omvat het Paleozoïcum, Mesozoïcum en Paleoceen van het Cenozoïcum, van 298 tot 56 miljoen jaar geleden. Tegenwoordig bestaan er nog enkele soorten van dit geslacht. 

## Beschrijving
Deze tweekleppige heeft een driehoekige of halvemaanvormige schelp met wisselende versiering. De kleppen zijn dik met een scherpe opstaande rand van de spits naar de kant. De lengte van de schelp bedraagt circa 8,75 centimeter.
Het geslacht Trigonia is het gemakkelijkst identificeerbare lid van de familie Trigoniidae, met een reeks sterke ribben of costae langs het voorste deel van de buitenkant van de schaal. Zij zijn de eerste vertegenwoordigers van de familie die verschijnen in het Midden-Trias (Anisian) van Chili en Nieuw-Zeeland. De eerste Europese exemplaren (Trigonia costata, Parkinson) verschijnen in het Onder-Jura (Toarcien) van Sherborne (Dorset) en Gundershofen, Zwitserland.

## Soorten
- T. antiqua † d'Orbigny 1842
- T. castrovillensis † Stephenson 1941
- T. coqueiroensis † Maury 1936
- T. cragini † Stoyanow 1949
- T. guildi † Stoyanow 1949
- T. hemishpaerica † Lycett 1879
- T. intersitans † Tate 1896
- T. tatei † Pritchard 1895
- T. kitchini † Stoyanow 1949

- T. maloneana † Stoyanow 1949
- T. marginata † Damon 1860
- T. mearnsi † Stoyanow 1949
- T. pullus † Sowerby 1826
- T. reesidei †  Stoyanow 1949
- T. resoluta †  Stoyanow 1949
- T. reticulata † Agassiz 1841
- T. saavedra †  Stoyanow 1949
- T. somaliensis † Stefanini 1939

- T. stantoni † Stephenson 1941
- T. stolleyi † Hill 1893
- T. sulcata † Hector 1874
- T. taffi † Cragin 1893
- T. thierachensis † Fischer 1969
- T. vyschetzkii † Cragin 1905
- T. weaveri †  Stoyanow 1949
- T. zlambachensis † Haas 1909